# Rafael Longuine
Rafael Vinícius Carvalho Longuine, mais conhecido como Rafael Longuine (Paranavaí, 30 de maio de 1990) é um futebolista brasileiro que atua como meio-campista. Atualmente, está no Boavista-RJ.

## Carreira

### Início
Iniciou sua carreira pelo RS Carpegiani, sendo transferido para o Juventude.

### Juventude
No ano de 2009, iniciou a jogar profissionalmente pelo Juventude.

### XV de Jaú
Em 2009, o XV de Jaú contrata o jogador.

### Comercial
No ano de 2010, o jogador assina pelo Comercial.

### Inter de Bebedouro
Em 2011, o jogador assina contrato de empréstimo de um ano pela Associação Atlética Internacional (Bebedouro).

### LASK Linz
No ano de 2011 o clube LASK Linz contrata o jogador.

### Retorno ao Comercial
No ano de 2012, o jogador assina seu contrato pelo Comercial.

### Rio Branco
Em 2013, o clube Rio Branco contrata o jogador.

### Red Bull Brasil
No ano de 2014, o jogador é apresentado pelo Red Bull Brasil como reforço. Na disputa da Copa Paulista de 2014, foram 17 jogos e 4 gols, mas que não foram suficientes para mantê-lo na equipe.

### Audax
No ano de 2015, o jogador assina para jogar no Audax. Se destacou no Campeonato Paulista, marcando oito gols em 15 jogos e foi eleito a revelação do estadual.

### Santos
Após destaque no Campeonato Paulista, chegou ao Santos em maio de 2015.
Em maio de 2017, Rafael Longuine teve seu contrato renovado no Santos até 2021. Em 2017, disputou 11 jogos, sendo apenas dois como titular - e marcou dois gols: nas vitórias sobre Botafogo-SP e São Bernardo, pelo Paulistão.

#### Empréstimo ao Coritiba
Em agosto de 2017, acertou seu empréstimo ao Coritiba até o final da temporada.

#### Empréstimo ao Guarani
No ano seguinte, foi anunciado seu empréstimo ao Guarani FC. Apesar de ter sido o artilheiro da equipe na Série B do Campeonato Brasileiro de 2018, o empréstimo não foi renovado. No Bugre, fez 10 gols em 34 partidas.

#### Empréstimo à Ponte Preta
Atuou pela Ponte Preta em 2019, por empréstimo, onde jogou somente nove partidas e marcou dois gols, em passagem que sofreu com lesões.

#### Empréstimo ao CRB
Em janeiro de 2020, Longuine foi emprestado ao CRB, mas uma grave lesão no joelho direito que sofreu em 11 de março de 2020, quando era o destaque e artilheiro do clube na temporada, o afastou da atividade até meados de 2021. O contrato com o CRB se encerrou no dia 30 de novembro de 2020 e não houve renovação. No time alagoano, marcou sete gols em 11 jogos e foi campeão estadual em 2020.

### Operário-PR
Em agosto de 2021, reforçou o Operário-PR na sequência da Série B do Brasileiro, onde atuou em 14 partidas.

### Retorno ao CRB
Em 2022, seu passe foi comprado pelo CRB, que renovou o contrato ao término do ano, após ser titular do time na campanha da Série B. Nesta temporada, Longuine disputou 43 jogos e marcou cinco gols.
No ano seguinte, Longuine celebrou o tricampeonato alagoano, sendo considerado um dos destaques da equipe na competição. Ao final de 2023, se desliga do clube, após disputar 86 partidas nesta segunda passagem.

## Títulos
Santos
- Campeonato Paulista: 2016

CRB
- Campeonato Alagoano: 2020, 2022, 2023

### Prêmios individuais
- Revelação do Campeonato Paulista: 2015[2]

## Vida Pessoal
Em 2015, iniciou namoro com Aline Lima, filha do cantor Chitãozinho, com quem se casou em junho de 2019.